# Joseph Neisendorfer
Joseph A. Neisendorfer (* 22. April 1945 in Chicago) ist ein US-amerikanischer Mathematiker, der sich mit Algebraischer Topologie (Homotopietheorie) befasst.
Neisendorfer studierte an der University of Chicago mit dem Bachelor-Abschluss 1967 und an der Princeton University mit dem Master-Abschluss 1968 und der Promotion bei John Coleman Moore 1972 (Homotopy theory modulo an odd prime). 1972 wurde er Assistant Professor an der University of Notre Dame, 1976 an der  Syracuse University und 1978 an der Fordham University. 1980/81 war er am Institute for Advanced Study und danach Associate Professor an der Ohio State University. Seit 1985 war er Professor an der University of Rochester. Er ist Fellow der American Mathematical Society.

## Schriften
- Algebraic Methods in Unstable Homotopy Theory, Cambridge University Press 2010
- Primary Homotopy Theory, Memoirs AMS 1980
- mit Frederick R. Cohen, John C. Moore The double suspension and exponents of the homotopy groups of spheres, Annals of Mathematics, Band 110, 1979, S. 549–565
- mit Cohen, Moore Torsion in homotopy groups, Annals of Mathematics, Band 109, 1979, S. 121–168
- mit Cohen, Moore Exponents in homotopy theory, in William Browder Algebraic Topology and Algebraic K-Theory, Princeton University Press 1987, S. 3–34
- Localization and connected covers of finite complexes, Contemporary Mathematics 181, 1995, American Mathematical Society, S. 385–390
- mit Moore A view of some aspects of unstable homotopy theory since 1950, in Homotopy Theory, London Mathematical Society Lecture Note Series 117, 1987, S. 117–148
- Homotopy groups with coefficients, J. Fixed Point Theory and Applications,  Band 8, 2010, S. 247–338
- A quick trip through localization, in Christian Ausoni Alpine perspectives on algebraic topology, Contemporary Mathematics, Band 504, 2009, S. 203–236